# Roman Kireyev

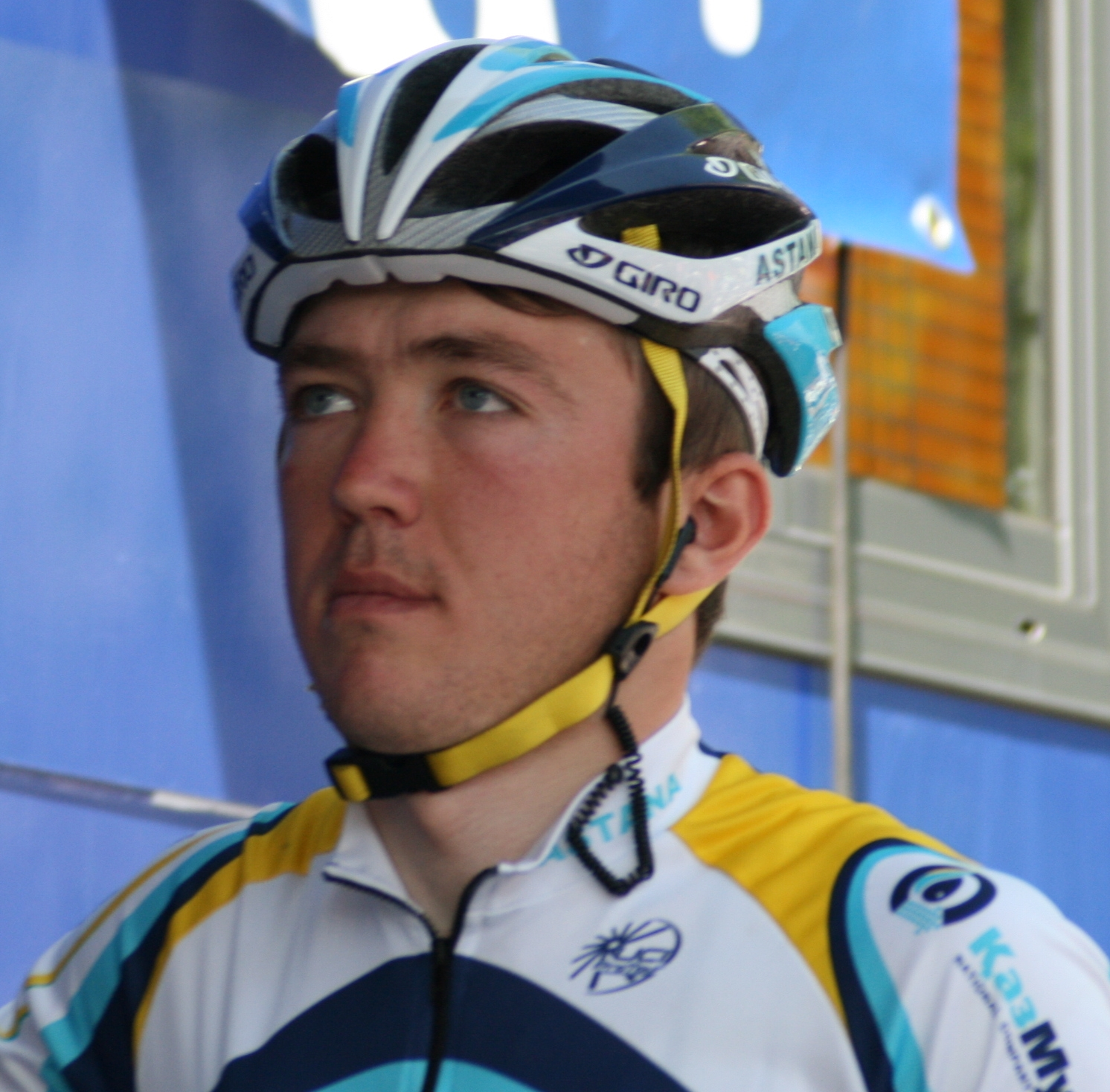
Roman Kireyev.

Roman Kireyev es un ciclista profesional kazajo nacido el 14 de febrero de 1987.
Debutó como profesional el año 2008 con el equipo ProTour Astana.

## Palmarés
2008
- 3.º en el Campeonato de Kazajistán Contrarreloj

2009
- 2.º en el Campeonato de Kazajistán Contrarreloj

2010
- 2.º en el Campeonato de Kazajistán Contrarreloj

## Equipos
- Astana (2008-2011)